# Just Give Me a Reason
《Just Give Me a Reason》은 미국의 팝 가수 핑크의 앨범 The Truth About Love에 실려있는 노래이다. 피쳐링에는 그룹 펀의 멤버 네이트 루스가 참여했으며, 이 노래는 빌보드 핫 100 차트에서 3주동안 1위를 한 경험이 있다.

## 곡 목록
- 디지털 다운로드[1]

1. "Just Give Me a Reason" – 4:02

- 독일 CD 싱글[2][3]

1. "Just Give Me a Reason" – 4:02
2. "Are We All We Are" (Live from Los Angeles) – 3:32